# Åke Dansk
Sven Åke Dansk, född 31 januari 1948 i Årsunda församling, Gävleborgs län, är en studieorganisatör på Metallindustriarbetarförbundet från Sandviken som 1999 tog initiativet till Läs för mig pappa-rörelsen som syftar till att få män med "arbetaryrken" att öka sitt läsande.

## Priser och utmärkelser
- Gulliver-priset 2006
- Ordfronts demokratipris 2006